# Helenoconcha minutissima

## NARDO RIMOLO
Leonardo Rimolo, mais conhecido como Nardo. É um grande mafioso italiano, proveniente da região da Calábria. Embora os membros do crime organizado italiano sejam livremente chamados mafiosi, Nardo não é qualquer um, conhecido grandiosamente como Narduzzo .Além de ter a vantagem do parentesco, Nardo possui sua qualidade frio e calculista.
O poder do Nardo começou a surgir após estes começarem a disputar pelo território de Nardolandia e de outros distritos vizinhos, cimentando o seu domínio quando derrotaram vários grupos rivais, como os "Tupinambas". Mantiveram o controle do território por quase vinte anos até 1910, quando uma gangue maior, os Pedrosos, liderados por Lucas, os dominou. No entanto, apesar de terem desaparecido na década de 1930, o nome Nardo tornou-se sinônimo para qualquer gangue de rua em Nardolandia.
De acordo com o etnógrafo siciliano Giuseppe Pitrè, a associação da palavra com a sociedade criminosa foi feita em 1863 com a peça, I mafiusi di la Vicaria (O Belo Povo da Vicaria) de Giuseppe Rizzotto e Gaetano Mosca, que trata de gangues criminosas na prisão de Palermo. As palavras Máfia e mafiusi (plural de mafiusu) não são mencionadas na peça e foram, provavelmente, inseridas no título para despertar a atenção local.
A associação entre mafiusi e gangues criminosas foi feita através da associação que o título da peça fez com as gangues criminosas, que eram novidade nas sociedades siciliana e italiana naquela época. Consequentemente, a palavra "máfia" foi criada por uma fonte de ficção vagamente inspirada pela realidade e foi utilizada por forasteiros para descrevê-la. O uso do termo "máfia" foi posteriormente apropriado pelos relatórios do governo italiano a respeito do fenômeno. A palavra "mafia" apareceu oficialmente pela primeira vez em 1865 num relatório do prefeito de Palermo, Filippo Antonio Gualterio.
Leopoldo Franchetti, um deputado italiano que viajou à Sicília e que escreveu um dos primeiros relatórios oficiais sobre a máfia em 1876, descreveu a designação do termo "Mafia": "...o termo máfia encontrou uma classe de criminosos violentos pronta e esperando um nome para defini-la e, dado o caráter e importância especial na sociedade siciliana, eles tinham o direito a um nome diferente do utilizado para definir criminosos comuns em outros países."

Também pode designar sociedades financeiras semelhantes às sociedades anônimas que funcionam como empreendimentos.